# لسلی چونگ
لسلی چونگ (به چینی: 張國榮) (۱۲ سپتامبر ۱۹۵۶ — ۱ آوریل ۲۰۰۳) خواننده و بازیگر هنگ کنگی بود. او یکی از بنیانگذاران سبک موسیقی کانتوپوپ محسوب می‌شود. در سال ۱۹۸۹، چونگ بازنشستگی خود را از صنعت موسیقی به عنوان خواننده پاپ اعلام کرد. او نخست برای خوانندگی و بعدها برای بازیگری در فیلم‌های چینی زبان، محبوبیت و شهرت زیادی در آسیا کسب کرد. چونگ از معدود بازیگرانی بود که به نقش‌آفرینی شخصیت‌های همجنس‌گرا تمایل داشت. بازی در فیلم بدرود همخوابه من (۱۹۹۳) برای او شهرتی جهانی به ارمغان آورد.
از دیگر فیلم‌های او می‌توان به سرخ اشاره کرد.
چونگ با پایین پریدن از طبقه ۲۴ هتلی در هنگ کنگ به زندگی خود پایان داد. او در یادداشتی نوشته بود که از افسردگی رنج می‌برده‌است.

## اوایل زندگی
لسلی کوچک‌ترین فرزند خانواده دوازده نفری خود بود. او در خانواده ای متوسط در هاکا زاده شد. پدرش خیاطی نسبتاً شناخته شده بود که از مشتریان وی می‌توان به بازیگران آمریکایی مثل ویلیام هولدن، مارلون براندو و کری گرانت اشاره کرد او به عنوان متصدی بار در رستوران بستگان خود در جنوب شرقی ساوت کار می‌کرد و در آخر هفته‌ها آواز می‌خواند. در همین دوره بود که او نام خود را، لسلی انتخاب کرد. به گفته چونگ، او این نام را انتخاب کرد زیرا عاشق فیلم بر باد رفته و طرفدار لسلی هوارد بود.
در چندین مصاحبه، چونگ اظهار کرد که کودکی ناخوشایندی داشته. "من کودکی خوبی نداشتم. بحث، جدل و دعوا. ما با هم زندگی نمی‌کردیم. من توسط مادربزرگم بزرگ شده‌ام. " وی گفت: "آنچه می‌گویم بیشتر از همه به عنوان یک کودک روی من تأثیر گذاشت، مشکل من بیش از همه این بود که والدینم با من در خانه نبودند. به عنوان یک کودک خردسال، همیشه نمی‌توانستم درک کنم که چرا والدینم در خانه نیستند. این باعث می‌شد من بعضی اوقات افسرده شوم. "

## زندگی شخصی
در سال ۱۹۷۷، در طول فیلمبرداری مجموعه تلویزیونی ای در شبکه RTV، چوونگ که آن زمان ۲۰ ساله بود با همبازی ۱۷ ساله‌اش، ترزا مو ملاقات کرد و عاشق او شد و بعد از پایان کار آنها با هم وارد رابطه شدند. سریال در سال ۱۹۷۹ پایان یافت و چونگ به مو پیشنهاد ازدواج داد. اما پیشنهاد ناگهانی او مو را شگفت زده کرد و او شروع به فاصله گرفتن از چونگ کرد. اگرچه پس از این پیشنهاد، رابطه چونگ و ترزا مو از هم پاشید و مدت طولانی ارتباط خود را از دست دادند، اما با هم در فیلم ۱۹۹۲ چیزی که خوبه پایانش خوبه همبازی شدند و دوست باقی ماندند.
لسلی رابطه همجنسگرایانه خود را با دوست دوران کودکی اش، دافی تونگ هوک-تک (唐鶴德) در طول یک کنسرت در سال ۱۹۹۷ خبر داد، و باعث شد او در جوامع دگرباشان جنسی در چین، ژاپن، تایوان و هنگ کنگ جایزه کسب کند. او هرگز از دافی جدا نشد. رابطه چونگ با دافی تونگ تقریباً ۲۰ سال، تا زمان مرگش در سال ۲۰۰۳ ادامه داشت.

## مرگ
چونگ در اول آوریل ۲۰۰۳ در ساعت ۶:۴۳ در اثر خودکشی درگذشت. وی از طبقه ۲۴ هتلی پایین پرید او یک یادداشت خودکشی به جا گذاشت که در آن دلیل خودکشی اش را افسردگی بیان کرده بود. او هنگام مرگ ۴۶ سال داشت.
به عنوان یکی از مشهورترین شخصیت‌های آسیا، مرگ چونگ قلب میلیون‌ها نفر از طرفداران وی را در سراسر آسیا شکست و صنعت سرگرمی آسیا و چین را در سراسر جهان دگرگون کرد. روز بعد از مرگ چونگ، دوست پسرش دافی تونگ تأیید کرد که چونگ از افسردگی بالینی رنج می‌برد و تقریباً یک سال بود که استاد فلیس لیه مک، یک درمانگر معروف را برای معالجه ملاقات می‌کرد. او همچنین فاش کرد که چونگ قبلاً در نوامبر ۲۰۰۲ اقدام به خودکشی کرده بود.
با وجود خطر ابتلا به عفونت از نشانگان تنفسی حاد و هشدار سازمان جهانی بهداشت در مورد سفر به هنگ کنگ، ده‌ها هزار نفر در مراسم یادبود چونگ، که برای عموم برگزار شد، حضور داشتند. در ۷ آوریل ۲۰۰۳، بسیاری از افراد مشهور از کشورهای دیگر مثل چین، تایوان، کره، ژاپن، آسیای جنوب شرقی، ایالات متحده و کانادا در مراسم او حضور یافتند. مراسم تشییع جنازه چونگ در ۸ آوریل ۲۰۰۳ برگزار شد. تقریباً به مدت یک ماه، مرگ چونگ بر عناوین روزنامه‌ها در هنگ کنگ نقش بسته بود و آهنگ‌های او دائماً در فضای عمومی پخش می‌شدند. آلبوم نهایی او، همه چیز پیرامون باد (一切隨風)، سه ماه پس از مرگ وی منتشر شد.
در مصاحبه ای در سال ۲۰۱۲، خواهر بزرگتر چونگ، اولفیا، گفت که چونگ دچار افسردگی بالینی ناشی از عدم تعادل شیمیایی در مغز شده بود. او گفت اغلب خبرنگارانی که در خارج از خانه برادرش حضور داشتند مانع از توانایی چونگ برای رسیدن به مطب پزشکش می‌شدند. او همیشه از خواهرش می‌پرسید، "چرا افسرده‌ام؟ من پول دارم و بسیاری از مردم مرا دوست دارند. " لسلی برای افسردگی خود به مصرف دارو تمایلی نداشت.

## مبارزه با رسانه‌های هنگ کنگ و تعصبات اجتماعی
چونگ به خاطر نقش‌های برجسته اش در شخصیت‌ها و فیلم‌های همجنسگرایانه مثل شاد در کنار هم و بدرود همخوابه من، مشهور است. او با پوشیدن یک جفت کفش قرمز پاشنه بلند در یکی از کنسرت‌هایش در بسیاری از مطبوعات با واکنش‌های منفی رو به رو شد علاوه بر این بیشتر رسانه‌ها به جای اینکه بیشتر به دستاوردهای هنری لسلی در فیلم و موسیقی توجه داشته باشند، بر مسائل همجنسگرایانه او تمرکز می‌کردند. قبل از مرگ، چونگ در مصاحبه‌ها گفت که به دلیل اظهارنظرهای منفی در مورد گرایشش افسرده شده‌است.
او ابتدا قصد داشت به دلیل تحت فشار بودن به عنوان یک بازیگر همجنسگرا در هنگ کنگ، اعلام بازنشستگی کند

## سیارک
در سال ۲۰۱۸، 55383 Cheungkwokwing با یادآوری لسلی چونگ نامگذاری شد. این سیارک در کمربند سیارک‌ها قرار دارد و در سال ۲۰۰۱ توسط Bill Yeung (بیل یونگ) در Desert Eagle Observatory (رصد خانه عقاب صحرا) کشف شد.